# Limnophilella serotina
Limnophilella serotina är en tvåvingeart som först beskrevs av Alexander 1922.  Limnophilella serotina ingår i släktet Limnophilella och familjen småharkrankar. Inga underarter finns listade i Catalogue of Life.